# Jean Ier d'Amalfi
Jean Ier d'Amalfi (mort en 1007) fut duc d'Amalfi de 1002 à 1007.

## Biographie
Jean Ier est le fils aîné de Manson Ier et de son épouse anonyme. Son père l'associe comme prince de Salerne, mais leur gouvernement se rend rapidement impopulaire et ils sont chassés de la cité par Jean II Lambert. À Amalfi il est de nouveau associé au pouvoir par son père en 1002 conjointement avec son propre fils Sergius II d'Amalfi. 
Le  Chronicon Amalphitani note que « Dominus Johannes Petrella filius…Domini Mansonis Ducis » est fait Dux et Patricius après la mort de son père Manson Ier et qu'il règne trois années soit jusqu'en 1007 toujours associé à son fils comme co-régent ce dernier lui succède à sa mort.

## Union et postérité
Jean Ier épouse une certaine Regalis fille d' Arechis, vraisemblablement d'origine lombarde, le couple a trois fils :
- Sergius II d'Amalfi son successeur
- Marinus cité dans une carte de novembre 1008 d'une épouse anonyme il laisse un enfant nommé Sergius (mort avant le 6 octobre 1079
- Arechis cité dans la même charte de novembre 1008.

## Sources
- (en) Cet article est partiellement ou en totalité issu de l’article de Wikipédia en anglais intitulé « John I of Amalfi » (voir la liste des auteurs).

1. ↑  Venance Grumel Traité d'études byzantines La Chronologie I « Préfets et ducs d'Amalfi » p. 422